# 永井龍之介
永井 龍之介（ながい りゅうのすけ、1956年2月7日 - ）は、日本の洋画商、永井画廊代表取締役。

## 略歴
早稲田中学校・高等学校を経て立教大学経済学部に進み、同大学を卒業。先代(永井三喜男)が六本木に1971年にオープンさせた東京アートギャラリーを、2年後に現在の名称に改名して銀座に拠点を移した。テレビ東京の番組「開運!なんでも鑑定団」のレギュラー鑑定士としても活躍した。
「公募―日本の絵画―」を主宰し、無名画家や若手画家の発掘・発信に努めている。「公募　日本の絵画2016」はアーチストスペースF（埼玉県草加市両新田東町68-1 )で行われ、審査員は佐々木豊（画家）・千住博（画家）・布施英利（美術評論家）・永井龍之介（永井画廊）、特別審査員として、石坂浩二（ 俳優）・吉井篤志(吉井画廊)が参加した。
軽井沢千住博美術館の開設にあたり、2006年の美術館計画の発足から、開館する2011年3月まで館長として、作品収集、美術館の建設予定地選定に当たった。
2016年1月、幻冬舎より『知識ゼロからの名画入門』を刊行した。
出版記念会をトークショー（本書刊行秘話、「鑑定団」ウラ話）を交えて2016年1月30日（土）に開催した。本書では、名画の条件を「1.歴史性　2.後世への影響力　3.社会への影響力」の3点を挙げている。著者は画商の仕事を①美の第一発見者になること、②価値の定まった絵画を世に広く普及すること、の2点を挙げている。

## 出演
- 開運!なんでも鑑定団 - テレビ東京